# Piotr Starkowiecki
Piotr Starkowiecki  herbu Łodzia (zm. po 1644) – tłumacz z języków osmańskotureckiego, perskiego i arabskiego.

## Życiorys
Piotr Starkowiecki wywodził się z wielkopolskiej rodziny herbu Łodzia. Jego nazwisko pojawia się również w formach Starkowski, Strakawiecki i Starkoniecz. Data jego narodzin nie jest znana, być może urodził się we wsi Starkówiec w województwie kaliskim. Studiował na Uniwersytecie Bolońskim.
W roku 1640 Piotr Starkowiecki był już w Konstantynopolu, gdzie uczył się języków wschodnich. W dniach 20–22 kwietnia 1640 roku kontaktował się w Konstantynopolu i w Küçükçekmece z polskim posłem króla Władysława IV do Ibrahima I, Wojciechem Miaskowskim. W swym diariuszu Miaskowski wymienia Starkowieckiego wśród gości zaproszonych przez siebie na obiad. W tym samym roku Starkowiecki udał się na pielgrzymkę do Jerozolimy, co też uwiecznił wpisem do księgi pielgrzymów Navis peregrinorum.
Jego pobyt w Polsce odnotowano w lutym 1643 roku. Był wtedy zatrudniony jako tłumacz kancelarii królewskiej w Wilnie, pobierał kwartalnie 200 talarów pensji z włocławskiej komory królewskiej. Przekładał na język polski listy kierowane do Władysława IV przez szacha Persji, tureckiego wielkiego wezyra oraz sułtana Ibrahima I. Według Bohdana Baranowskiego tłumaczenia te świadczą o wyjątkowej znajomości języka osmanotureckiego, perskiego i arabskiego, znacznie przewyższającej innych polskich tłumaczy z epoki (takich jak: Samuel Otwinowski, Krzysztof Serebkowicz czy Krzysztof Dzierżek). Jerzy Nosowski podkreśla dodatkowo dobre rozeznanie tłumacza w ówczesnej polityce bliskowschodniej.

## Tłumaczenie Koranu
Starkowiecki miał dokonać przekładu Koranu na język polski, jednak nie zachowały się żadne ślady tego tłumaczenia, a jedynym źródłem tej informacji jest herbarz Kaspra Niesieckiego:

Brat Jędrzeja wojewody Piotr, Perskiego, Tureckiego Arabskiego języka dobrze wiadomy, zkąd przełożył był z Arabskiego na Polski język Alkoran Turecki, atoli śmierć przeszkodziła do druku, zszedł zaś młodo i bezżenny.

Publikacji przeszkodziła śmierć Starkowieckiego w młodym wieku. Nie wiadomo, czy dokonał przekładu całej świętej księgi islamu. Brakuje też informacji, z jakiego języka tłumaczył: czy bezpośrednio z języka arabskiego, czy wykorzystał osmański przekład. Niejasne są też cele podjętej pracy. Mogła być ona odbiciem prądów kontrreformacji. Tłumaczenie mogło wspomóc katolików w debatach religijnych z Tatarami zamieszkującymi Rzeczpospolitą. Polemika religijna między chrześcijaństwem a islamem pojawiła się już pod koniec XVI wieku (Turcyki Krzysztofa Warszewickiego), a na początku wieku XVII uległa zaostrzeniu (np. Alfurkan tatarski Piotra Czyżewskiego). Fragmenty przekładu Koranu mogły być wykorzystane przez katolickich polemistów, mogły też ulec celowemu zniszczeniu przez gorliwych chrześcijan doszukujących się w nim herezji.

## Rodzina
Ojcem Piotra był Maciej Starkowiecki (1585–1647), pochowany w kobylińskim kościele. Matką była prawdopodobnie Jadwiga z Bełdowskich. Piotr miał następujące rodzeństwo:
- Anna (mąż Jacek Mieszkowski),
- Barbara (mężowie: Adam Franciszek Dobrzycki, Piotr Walewski),
- Dorota (mąż Adam Suchorzewski, skarbnik kaliski),
- Katarzyna (mężowie: Wiktor Stempowski, Stanisław Wolski, Jan Jastrzembowski),
- Andrzej Starkowiecki, sekretarz i poseł królewski, kasztelan kamieniecki i poeta[8].

Sam nigdy nie założył rodziny.